# Conferencia Interamericana de Seguridad Social
La Conferencia Interamericana de Seguridad Social (CISS) es un organismo internacional técnico y especializado, de carácter permanente que tiene las siguientes finalidades:
- Contribuir al desarrollo de la seguridad social en los países de América, y cooperar con las instituciones y administraciones de seguridad social.
- Emitir declaraciones, adoptar resoluciones y formular recomendaciones en materia de seguridad social, y promover su difusión para que se consideren en las políticas y programas de planificación.
- Impulsar la cooperación e intercambio de experiencias entre las instituciones y administraciones de seguridad social y con otras instituciones y organizaciones afines.
- Fomentar y orientar la capacitación de recursos humanos al servicio de la seguridad social.

La CISS surge como un esfuerzo multilateral por mejorar el bienestar de las naciones americanas a través del fortalecimiento de la seguridad social. En efecto, en 1942 la Conferencia fue constituida como punto de partida para impulsar eficazmente la cooperación entre las administraciones e instituciones de seguro y asistencia sociales, conforme a un programa permanente de acción, con la colaboración de la Organización Internacional del Trabajo. 
Desde entonces, la CISS se desempeña como organismo internacional técnico y especializado, de carácter permanente, sin fines de lucro y sin apego a ideologías o movimientos políticos. Su misión principal es contribuir al desarrollo de la seguridad social en los países de América, a partir de la cooperación e intercambio de experiencias con las instituciones y administraciones de seguridad social y otras organizaciones afines, y de la adopción de resoluciones y la formulación de recomendaciones en materia de seguridad social que puedan ser consideradas en las políticas públicas y programas de planificación. 
La CISS está integrada actualmente por 87 miembros de 36 países de todo el continente americano. La estructura de la CISS está constituida por 16 órganos estatutarios cuya función principal es impulsar una agenda integral de seguridad social en el continente: la Asamblea General, el Comité Permanente; la Secretaría General; la Contraloría; el Centro Interamericano de Estudios de Seguridad Social (CIESS); seis Comisiones Americanas de Seguridad Social (CASS); y, cinco Subregiones (Andina; Centroamérica; Cono Sur; Estados Unidos, Canadá y el Caribe Anglo; y México y el Caribe Latino). 
En años recientes, y gracias al avance de la tecnología y los medios de comunicación, la CISS ha evolucionado para convertirse en un foro de comunicación, intercambio, investigación y capacitación en el continente americano. La Conferencia celebra una reunión técnica anual, cuyo propósito es congregar a las instituciones miembros, expertos internacionales e invitados externos, analizar temas de actualidad en torno a la seguridad social y propiciar un ambiente de diálogo e intercambio de experiencias. La importancia de la CISS como organismo interamericano radica en que la cooperación entre países trasciende idiomas, niveles de ingreso y desarrollo, organizaciones político-administrativas e, incluso, esquemas de seguridad social. En el caso de la CISS, la cooperación entre países e instituciones se da a partir de transferencias en tecnología, donativos o bien apoyos en especie, como cursos de capacitación.

## Historia
El proyecto de creación de la CISS fue concebido en 1941 en Lima Perú, por un grupo de representantes de gobiernos e instituciones del seguro social de los países americanos, reunidos bajo convocatoria de la OIT. Así del 10 al 16 de septiembre de 1942 se reunieron en Santiago de Chile dirigentes de instituciones y administraciones de la seguridad social de 21 países de América, así como de la Organización Internacional del Trabajo y la Oficina Sanitaria Panamericana (actualmente OPS) para crear la Conferencia Interamericana de Seguridad Social. La CISS tiene su sede en la Ciudad de México desde 1953. En 1963 se fundó el Centro Interamericano de Estudios de la Seguridad Social.